# Arctic Race de Noruega 2017
La 5.ª edición de la Arctic Race de Noruega es una carrera de ciclismo en ruta por etapas que se celebra en Noruega entre el 10 y el 13 de agosto de 2017 sobre un recorrido de 680 kilómetros dividido en 4 etapas, con inicio en la ciudad de Engenes y final en Tromsø.
La prueba formó parte del UCI Europe Tour 2017 dentro de la categoría 2.HC (máxima categoría de estos circuitos).
La carrera fue ganada por el corredor belga Dylan Teuns del equipo BMC Racing, en segundo lugar August Jensen (Team Coop) y en tercer lugar Michel Kreder (Aqua Blue Sport).

## Equipos
Tomaron parte en la carrera 21 equipos: 5 de categoría UCI ProTeam invitados por la organización; 12 de categoría Profesional Continental; y 4 de categoría Continental. Formando así un pelotón de 123 ciclistas de los que acabaron 98. Los equipos participantes fueron:
| WorldTeams (5)- BMC Racing Team - Astana - Dimension Data - Katusha-Alpecin - Team Sunweb Equipos continentales profesionales (12)- Novo Nordisk - WB-Veranclassic-Aqua Protect - CCC Sprandi Polkowice - Cofidis, Solutions Crédits - Gazprom-RusVelo - Direct Énergie - Delko Marseille Provence KTM - Fortuneo-Oscaro - Nippo-Vini Fantini - Wanty-Groupe Gobert - Aqua Blue Sport - Sport Vlaanderen-Baloise Equipos continentales (4)- Sparebanken Sør - Joker Icopal - Coop - FixIT.no |
| |

## Recorrido
| Etapa     | Fecha     | Recorrido                          | type            | Distancia (km) | Ganador            | Líder       |
| --------- | --------- | ---------------------------------- | --------------- | -------------- | ------------------ | ----------- |
| 1.ª etapa | 10 de ago | Engenes – Narvik                   | etapa escarpada | 156,5          | Dylan Teuns        | Dylan Teuns |
| 2.ª etapa | 11 de ago | Sjøvegan – Aeropuerto de Bardufoss | etapa llana     | 177,5          | Alexander Kristoff | Dylan Teuns |
| 3.ª etapa | 12 de ago | Lyngseidet – Tromsø                | etapa escarpada | 185,5          | August Jensen      | Dylan Teuns |
| 4.ª etapa | 13 de ago | Tromsø – Tromsø                    | etapa escarpada | 160,5          | Dylan Teuns        | Dylan Teuns |

## Clasificaciones finales
- Las clasificaciones finalizaron de la siguiente forma:[4]

### Clasificación general
| \| Clasificación general \| Clasificación general \| Clasificación general \| Clasificación general \| Clasificación general \| \| Ciclista \| Ciclista \| Equipo \| Tiempo \| \| \| --------------------- \| ----------------------- \| ---------------------------- \| --------------------- \| --------------------- \| \| 1.º \| Dylan Teuns \| BMC Racing Team \| 15 h 56 min 15 s \| \| \| 2.º \| August Jensen \| Team Coop \| + 29 s \| \| \| 3.º \| Michel Kreder \| Aqua Blue Sport \| + 43 s \| \| \| 4.º \| Alexander Kristoff \| Katusha-Alpecin \| + 45 s \| \| \| 5.º \| Eliot Lietaer \| Sport Vlaanderen-Baloise \| + 45 s \| \| \| 6.º \| Quentin Pacher \| Delko-Marseille Provence-KTM \| + 45 s \| \| \| 7.º \| Bjørn Tore Hoem \| Joker Icopal \| + 49 s \| \| \| 8.º \| Carl Fredrik Hagen \| Joker Icopal \| + 49 s \| \| \| 9.º \| Amanuel Ghebreigzabhier \| Dimension Data \| + 55 s \| \| \| 10.º \| Andri Hrivko \| Astana \| + 57 s \| \| |                         |                              |                  |
| |                         |                              |                  |
| Fuente: ProCyclingStats |                         |                              |                  |
| Clasificación general |                         |                              |                  |
| Ciclista | Ciclista                | Equipo                       | Tiempo           |
| 1.º | Dylan Teuns             | BMC Racing Team              | 15 h 56 min 15 s |
| 2.º | August Jensen           | Team Coop                    | + 29 s           |
| 3.º | Michel Kreder           | Aqua Blue Sport              | + 43 s           |
| 4.º | Alexander Kristoff      | Katusha-Alpecin              | + 45 s           |
| 5.º | Eliot Lietaer           | Sport Vlaanderen-Baloise     | + 45 s           |
| 6.º | Quentin Pacher          | Delko-Marseille Provence-KTM | + 45 s           |
| 7.º | Bjørn Tore Hoem         | Joker Icopal                 | + 49 s           |
| 8.º | Carl Fredrik Hagen      | Joker Icopal                 | + 49 s           |
| 9.º | Amanuel Ghebreigzabhier | Dimension Data               | + 55 s           |
| 10.º | Andri Hrivko            | Astana                       | + 57 s           |

## UCI World Ranking
La Arctic Race de Noruega otorga puntos para el UCI Europe Tour 2017 y el UCI World Ranking, este último para corredores de los equipos en las categorías UCI ProTeam, Profesional Continental y Equipos Continentales. Las siguientes tablas son el baremo de puntuación y los corredores que obtuvieron puntos:
| Posición              | 1.ª | 2.ª | 3.ª | 4.ª | 5.ª | 6.ª | 7.ª | 8.ª | 9.ª | 10.ª |
| Clasificación general | 200 | 150 | 125 | 100 | 85  | 70  | 60  | 50  | 40  | 35   |
| Por etapa             | 20  | 10  | 5   |     |     |     |     |     |     |      |
| Líder                 | 5   |     |     |     |     |     |     |     |     |      |

| Clasificación | Clasificación           | Clasificación                | Clasificación | Clasificación | Clasificación | Clasificación |
| Posición      | Ciclista                | Equipo                       | General       | Etapa         | Líder         | Total         |
| ------------- | ----------------------- | ---------------------------- | ------------- | ------------- | ------------- | ------------- |
| 1.º           | Dylan Teuns             | BMC Racing                   | 200           | 50            | 15            | 265           |
| 2.º           | August Jensen           | Coop                         | 150           | 30            | -             | 180           |
| 3.º           | Michel Kreder           | Aqua Blue Sport              | 125           | -             | -             | 125           |
| 4.º           | Alexander Kristoff      | Katusha-Alpecin              | 100           | 20            | -             | 120           |
| 5.º           | Eliot Lietaer           | Sport Vlaanderen-Baloise     | 85            | -             | -             | 85            |
| 6.º           | Quentin Pacher          | Delko Marseille Provence KTM | 70            | -             | -             | 70            |
| 7.º           | Bjørn Tore Hoem         | Joker Icopal                 | 60            | -             | -             | 60            |
| 8.º           | Carl Fredrik Hagen      | Joker Icopal                 | 50            | -             | -             | 50            |
| 9.º           | Amanuel Ghebreigzabhier | Dimension Data               | 40            | -             | -             | 40            |
| 10.º          | Andriy Grivko           | Astana                       | 35            | -             | -             | 35            |